# Gamma Ray
A Gamma Ray egy német heavy metal/speed metal zenekar, melyet Kai Hansen alapított 1988-ban miután otthagyta korábbi zenekarát a Helloweent. Pályájuk alatt 10 nagylemezt adtak ki, és mára Európa egyik legsikeresebb heavy/speed metal zenekarává váltak.

## Diszkográfia

### Stúdióalbumok
- Heading for Tomorrow (1990)
- Sigh No More (1991)
- Insanity and Genius (1993)
- Land of the Free (1995)
- Somewhere Out in Space (1997)
- Power Plant (1999)
- No World Order (2001)
- Majestic (2005)
- Land of the Free II (2007)
- To The Metal (2010)
- Empire of the Undead (2014)

### Koncertlemezek
- Power of Metal (1994, live compilation together with Rage, Conception, and Helicon)
- Alive '95 (1996)
- Skeletons in the Closet (2003)
- Hell Yeah - The Awesome Foursome. Live in Montreal (2008)
- Skeletons & Majesties Live (2012)

### Válogatások
- The Karaoke Album (1997)
- Blast from the Past (2000)
- All Right! 20 Years of Universe (2010)

### Kislemezek
- Space Eater (1989)
- Heaven Can Wait/Mr. Outlaw (1989)
- Who Do You Think You Are? (1990)
- Heaven Can Wait (1990)
- The Spirit (1991)
- One with the World / Father and Son (1991)
- Future Madhouse (1993)
- Rebellion in Dreamland (1995)
- Silent Miracles (1996)
- Somewhere Out in Space (Promo CD) (1997)
- Valley of the Kings (1997)
- It's a Sin (1999)
- No World Order (Promo CD) (2001)
- Heaven or Hell (2001)
- Skeletons & Majesties (2011)
- Master of Confusion (2013)

### Videók és DVD-k
- Heading for the East (1990)
- Lust for Live (1993)
- Hell Yeah - Live in Montreal (2008)
- Skeletons & Majesties Live (2012)

### Feldolgozások
- Helloween: Ride the Sky, I Want Out, Save Us, Victim of Fate, Future World.
- Judas Priest: Victim of Changes
- Uriah Heep: Look at Yourself
- Pet Shop Boys: It's a Sin
- Rainbow: Long Live Rock 'N' Roll
- Thin Lizzy: Angel of Death

## Külső hivatkozások
- Gamma Ray hivatalos oldala
- Gamma Ray a Myspace-en
- Gamma Ray interjú
- Gamma Ray  a  Last.fm-en